# Try This One for Size
Try This One for Size is een Frans-Amerikaanse misdaadfilm uit 1989 onder regie van Guy Hamilton.

## Verhaal
De verzekeringsagent Tom Lepski moet een oogje in het zeil houden tijdens een tentoonstelling in Antibes. De dief Bradley slaagt er toch in om een zeer kostbaar beeldje te stelen. Lepski volgt hem vervolgens door heel Europa.

## Rolverdeling
| Acteur               | Personage         |
| -------------------- | ----------------- |
| Michael Brandon      | Tom Lepski        |
| David Carradine      | Bradley           |
| Arielle Dombasle     | Maggie            |
| Guy Marchand         | Ottavioni         |
| Mario Adorf          | Radnitz           |
| Peter Bowles         | Igor              |
| Harold Innocent      | Kendrick          |
| Edward Meeks         | Lindsay           |
| Valérie Steffen      | Carol             |
| Stéphane Bonnet      | Jacobi            |
| Françoise Christophe | Jenny             |
| Bill Dunn            | Woodward          |
| My Chau              | Prostituee        |
| Anne-Marie Phung     | Prostituee        |
| Rosine Cadoret       | Mevrouw Ottavioni |